# Florian Kindle
Florian Kindle (* 25. November 1907 in Triesen; † 5. Juli 1994 ebenda) war ein liechtensteinischer Politiker (VU) und Sportfunktionär.

## Biografie
Florian Kindle war der Sohn von Florian Kindle und dessen Frau Amalie (geborene Futscher). Er war Bürger von Triesen und besuchte eine Landwirtschaftsschule in Tirol. Von 1937 bis 1942 verwaltete Kindle als Armenvater das Bürgerheim seiner Heimatgemeinde. Von 1942 bis 1948 war er Gemeindekassier von Triesen. Von 1950 bis 1962 fungierte er als Vermittler und gehörte von 1957 bis 1960 dem Gemeinderat von Triesen an. Neben seiner kommunalpolitischen Tätigkeit war Kindle von 1939 bis 1949 für die Vaterländische Union Abgeordneter im Landtag des Fürstentums Liechtenstein. Von 1947 bis 1951 war er Mitglied im Verwaltungsrat der Liechtensteinischen Kraftwerke (LKW).
Des Weiteren engagierte sich Kindle für den liechtensteinischen Fussballsport. Er war Gründungsmitglied und von 1932 bis 1936 erster Präsident des FC Triesen. In den Jahren 1941 bis 1956 und 1964 bis 1966 übte er diese Funktion erneut aus. Er war Mitgründer und von 1934 bis 1954 erster Präsident des Liechtensteiner Fussballverbands, amtierte von 1961 bis 1964 erneut als dessen Präsident und war schliesslich Ehrenmitglied. Von 1941 bis 1945 war Kindle Mitglied des Obersten Sportkomitees.
1936 heiratete er Theresia Mitterer. Aus der Ehe gingen sechs Kinder hervor. Die Schauspielerin Hermine Contreras-Torres war seine Schwester.